# Wahraz
Wahraz (język pahlawi: وهریز, Weh-rēz, czyli "dobrze obfitujący", lub "posiadający duży dostatek", znany również rzadziej jako Boes) – perski dowódca wojskowy z VI wieku, służący dynastii Sasanidów.

## Życiorys

### Początek kariery
Po raz pierwszy o nim wspomniano podczas wojny iberyjskiej, gdzie został wysłany przez szachinszaha Persji, Kawada I do Królestwa Iberii, z rozkazem stłumienia buntu pod dowództwem Gurgena. W okresie panowania syna Kawada, Chosrowa I Anoszirwana (znanego też jako Chosroes I), Jemeńczycy prosili go o pomoc w starciu przeciwko Aksumowi, państwu afrykańskiemu okupującemu dużą części kraju od czasu podboju króla Kaleba. Sayf ibn Dhi Yazan, syn Dhu Yazana, udał się do Chosrowa i zaproponował mu przejęcie przez Persję całego Jemenu, jeśli jego armia pokona Aksumczyków.

### Ekspedycja do Jemenu
Następnie Chosrow wysyłał Wahraza i jego syna Nawzadha do Jemenu, na czele niezbyt licznych, bo liczących zaledwie osiuset ludzi, wojsk ekspedycyjnych złożonych z niskiej rangi wojowników, rekrutujących się spośród wojskowej szlachty zwanej Azadan (آزادان). Podczas inwazji na Jemen, Nawzadh zginął, co wywołało złość Wahraza w stosunku do Masruka, aksumskiego władcy Jemenu. Później Wahraz spotkał Masruka w bitwie i zabił go za pomocą strzały, co miało sprawić, że wojska aksumskie zaczęły uciekać. Po wygranej, Wahraz zbliżył się do Sany, gdzie miał wypowiedzieć słowa: 

Mój sztandar przenigdy nie zostanie wniesiony [do miasta] w pozycji pochyłej! Rozbić bramę

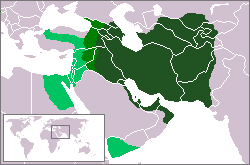
Zdobycze terytorialne Imperium Sasanidów. Jemen jest widoczny na jasnozielono, jako krótkotrwała zdobycz.

Po zdobyciu Sany, Wahraz przywrócił Sayfa ibn Dhi-Yazana na tronie, jako wasala Imperium Sasanidzkiego. Arabski historiograf, At-Tabari podał, iż głównym powodem zwycięstwa Wahraza nad Aksumczykami, było użycie pandżiganu, czyli prawdopodobnie balisty wyposażonej w ciężkie strzały, co należało do wojskowej technologii, z którą miejscowa ludność była kompletnie nieobeznana. Po zdobyciu Jemenu, Wahrez powrócił do Persji z wielką ilością łupów. W 575, lub 578 roku, sasanidzki wasal Jemenu został zabity przez Aksumczyków, co zmusiło wodza do powrotu na Półwysep Arabski z siłą czterech tysięcy mężczyzn. Wahraz po raz kolejny pokonał tam starych wrogów. Następnie uczynił Madi Kariba, syna Sayfa, nowym królem Jemenu. Wahraz został wówczas mianowany, przez szachinszaha Chosrowa I Anoszirwana, zarządcą Jemenu. Teren ten pozostał w rękach perskich aż do czasów militarnych sukcesów Mahometa i rozprzestrzenienia islamu, ponad pół wieku później. Następcą Wahraza na stanowisku zarządcy Jemenu został jego syn, Marzban.